# مردم علیه اوهارا
مردم علیه اوهارا (به انگلیسی: The People Against O'Hara) یک فیلم نوآر و جنایی آمریکایی محصول سال ۱۹۵۱ به کارگردانی جان استرجس و بر اساس رمان الیازار لیپسکی است. بازیگران اصلی فیلم اسپنسر تریسی ، پت اوبرایان، جولیوس تانن و جیمز آرنس هستند.